# Докучино
Докучино (біл. вёска Дакучыно) — село в складі Крупського району Мінської області, Білорусь. Село підпорядковане Костричницькій сільській раді, розташоване в східній частині області.